# ウィリアム・アレクサンダー・ハーヴェイ
ウィリアム・アレクサンダー・ハーヴェイ（William Alexander Harvey、1874年 - 1951年）は、イングランドの建築家。キャドバリー社によってバーミンガム南部に建設された、チョコレート製造工場を含む模範的「田園郊外」ボーンビルの設計で、最もよく知られている。
芸術家一家に生まれたハーヴェイは、バーミンガムの市立芸術学校で建築を学び、まだ20歳だった1895年にジョージ・キャドバリーの指名を受け、以降、ボーンビルの住宅設計に従事した。1914年から、少なくとも1935年まで、ハーヴェイが所属したハーヴェイ・アンド・ウィックスの事務所は、バーミンガム中心市街地の重要な経済活動拠点であったベネッツ・ヒル5番地(5 Bennetts Hill)に置かれていた。
1918年には、Birmingham Civic Societyの執行役員となった。
ボーンビルを建設したキャドバリーの目的は、工場労働者が支払える価格で適正な品質の住居を提供することにあった。特に、「工場によって、あるいは太陽、光、空気を楽しめなくなることによって台無しにされる虞れのない、大きな庭付きの自分の家を、労働者が持ちやすくするため」という目的が表明されている。
ハーヴェイの設計の多くは、アーツ・アンド・クラフツ運動の影響を受け、甍段、傾斜した格間の上の小さなベネチア窓、凹面の小さな鉛葺きの屋根がついた屋根窓と、その下に位置する木製のコーナー・ポーチ（角の屋根付き玄関）、等々の芸術的表現を取り込んでいた。シカモア・ロード10-12番地(10-12 Sycamore Road)の家屋は、その典型である。ボーンビルは、公共、私有を問わずオープン・スペースを多く取り込んだ低層の住宅開発地となった。
1900年以降は、ボーンビルの開発の責任はボーンビル・ビレッジ・トラストに委ねられた。ハーヴェイは、1904年までトラストに雇われていたハーヴェイは、独立して自身の建築設計事務所を設立した。以降もハーヴェイは、ボーンビルの公共建築の設計を続けたが、それにとどまらずバーミンガム周辺やさらに遠方の各地に建設する、住宅、大邸宅、行政関係施設、教会などを設計した。1906年に公刊した模範農村についての著書で、ハーヴェイは低コスト住宅の専門家としての地位を確立し、彼が提案した計画はイングランド各地の地方行政当局に採用された。2006年以降、テルフォードのライトムア開発地区の一角は、ボーンビル・ビレッジ・トラストによって開発が進められているが、これはボーンビルや、他のイングランドの田園郊外で示された社会的・審美的原理が現在も通じることを表している。

## おもな設計作品

### ボーンビル
- St Francis' Church (1925), Grade II listed[1]
- the parish hall (1913), Grade II listed[2]
- the Rest House (1914), Grade II listed[3]
- the Bournville Junior School (1902-5), Grade II listed[4]
- the adjoining Ruskin Hall (1903), Grade II listed[5]
- the Infants' School (1910), Grade II listed[6]
- the Friends' Meeting House (1905), Grade II listed[7][8]

他所からボーンビルに移築されたものの再建築
- Selly Manor (1912-16)[9]
- Minworth Greaves (1929)[10]

### セリー・オーク
- Kingsmead College (1905)
- Westhill College (1907)
- Carey Hall (1912)